# Mu Velorum
Mu Velorum (μ Vel / HD 93497 / HR 4216) es una estrella en la constelación de Vela —la vela del Argo Navis—, la quinta más brillante de la misma con magnitud aparente +2,69. Se encuentra a 116 años luz del sistema solar.
Mu Velorum es una estrella binaria compuesta por una gigante amarilla de tipo espectral G5III y 4900 K de temperatura, denominada Mu Velorum A, y una enana amarilla de tipo G2V, Mu Velorum B. La estrella gigante es 115 veces más luminosa que el Sol y su radio equivale a 15 radios solares. La enana amarilla no es muy distinta al Sol, una estrella de la secuencia principal en cuyo núcleo se produce la fusión de hidrógeno; con una luminosidad tres veces mayor que la del Sol, su masa es un 20% mayor que la masa solar. Sin embargo, observaciones en el ultravioleta sugieren que esta última es más caliente de lo que corresponde a su tipo espectral, pudiendo ser una estrella de tipo F. El período orbital del sistema puede estar entre 116 y 138 años —el dato varía según la fuente consultada—. 
La característica más importante de Mu Velorum A es su actividad magnética, que propicia la emisión de rayos X desde su corona caliente, a pesar de su baja velocidad de rotación igual o superior a 6 km/s. En 1998 se observó una gigantesca llamarada que duró dos días antes de que la estrella recuperara la normalidad.